# Калпајн (Калифорнија)
Калпајн (енгл. Calpine) насељено је место без административног статуса у америчкој савезној држави Калифорнија.

## Демографија
По попису из 2010. године број становника је 205.
| Група             | 2000.    | 2010.       |
| Белци             | 0 (0,0%) | 170 (82,9%) |
| Афроамериканци    | 0 (0,0%) | 0 (0,0%)    |
| Азијати           | 0 (0,0%) | 0 (0,0%)    |
| Хиспаноамериканци | 0 (0,0%) | 26 (12,7%)  |
| Укупно            | 0        | 205         |